# Sextner Bach
Der Sextner Bach (auch Sextener Bach oder Sextenbach, italienisch Rio Sesto) ist ein 16 Kilometer langer Zufluss der Drau, in die er auf einer Höhe von 1170 m s.l.m. mündet. Der Sextner Bach entwässert das Sextental. Der Bach entspringt am Kreuzbergpass auf einer Höhe von 1636 m s.l.m., sein Einzugsgebiet reicht bis zur 3145 Meter hohen Dreischusterspitze. Der Sextner Bach mündet in Innichen, unweit des Franziskanerklosters, in die Drau. Die wichtigsten Zuflüsse des Baches sind der Fischleintalbach und der Ixenbach. Wichtigste Orte am Bach sind Sexten und Moos.
Am Speichersee in Sexten wird der Bach zum Teil zur Stromerzeugung abgeleitet und in Vierschach wird das Wasser wieder zugefügt.